# Tortella brotheri
Tortella brotheri là một loài Rêu trong họ Pottiaceae. Loài này được (Lindb. ex Broth.) Broth. miêu tả khoa học đầu tiên năm 1902.